# Santalum lanceolatum
Espèce
Classification APG III (2009)
Santalum lanceolatum est le plus répandu des « bois de santal australiens ». On le trouve pratiquement dans tout le pays mais surtout dans la région nord où on le trouve essentiellement dans les plaines sablonneuses, associé aux Spinifex quelquefois au bord des ruisseaux.
C'est un arbre de 7 mètres de haut avec une écorce grise, des branches pendantes avec des feuilles vertes, lancéolées, atteignant 9 centimètres de long. Les fleurs sont crème ou vert pâle. Les fruits comestibles étaient consommés par les aborigènes.